# 파티51
"파티51"은 한국에서 제작된 정용택 감독의 2013년 다큐멘터리 영화이다. 하헌진 등이 주연으로 출연하였다.

## 출연

### 주연
- 하헌진
- 회기동 단편선
- 밤섬해적단
- 한받
- 박다함
- 유채림
- 안종녀

## 기타
- 구성: 정용택
- 구성: 권용만
- 프로듀서: 태준식
- 조연출: 박다함
- 조연출: 박시현
- 믹싱: 천학주
- 사운드디자인: 정수정
- 사운드슈퍼바이저: 서영준
- CG: 류한주
- CG: 안수정
- 타이틀디자인: 신동혁
- 마케팅총괄: 곽용수
- 광고디자인: 신동혁
- 자막: 안수정
- 영문번역: 김의성
- 영문번역: 마리 K. 에브젠 올슨
- DI: 오병걸
- DCP: 최정곤
- 디지털배급총괄: 고영재
- 디지털배급총괄: 김정석
- 국내배급: 한소명
- 국내배급: 나두나
- 국내배급: 김인화
- 국내배급: 김화범
- 디지털배급: 박찬준
- 디지털배급: 이지호
- 디지털배급: 홍신기
- 디지털배급: 김지향
- 홍보마케팅: 조계영
- 홍보마케팅: 정은년
- 홍보마케팅: 김지희
- 포스터사진: 박정근
- 예고편: 최진재
- 사진제공: 박김형준
- 사진제공: 박정근
- 사진/영상자료 제공: 박수환
- 사진제공: 이주영
- 사진가: 박세준
- 영상자료 제공: 우에타 지로